# 东亚峰会
东亚峰会（英語：East Asia Summit, EAS），是每年一次由泛东亚地区16个国家领导人参加的国际会议，东南亚国家联盟（东盟）是该会议的领导者。俄罗斯也于2005年申请加入，并以观察员身份参加。第一届峰会于2005年12月14日在马来西亚首都吉隆坡举行，此后的峰会都于每年东盟领导人会议之后举行，並同時在東協十加三會議後舉行。

## 参与国家

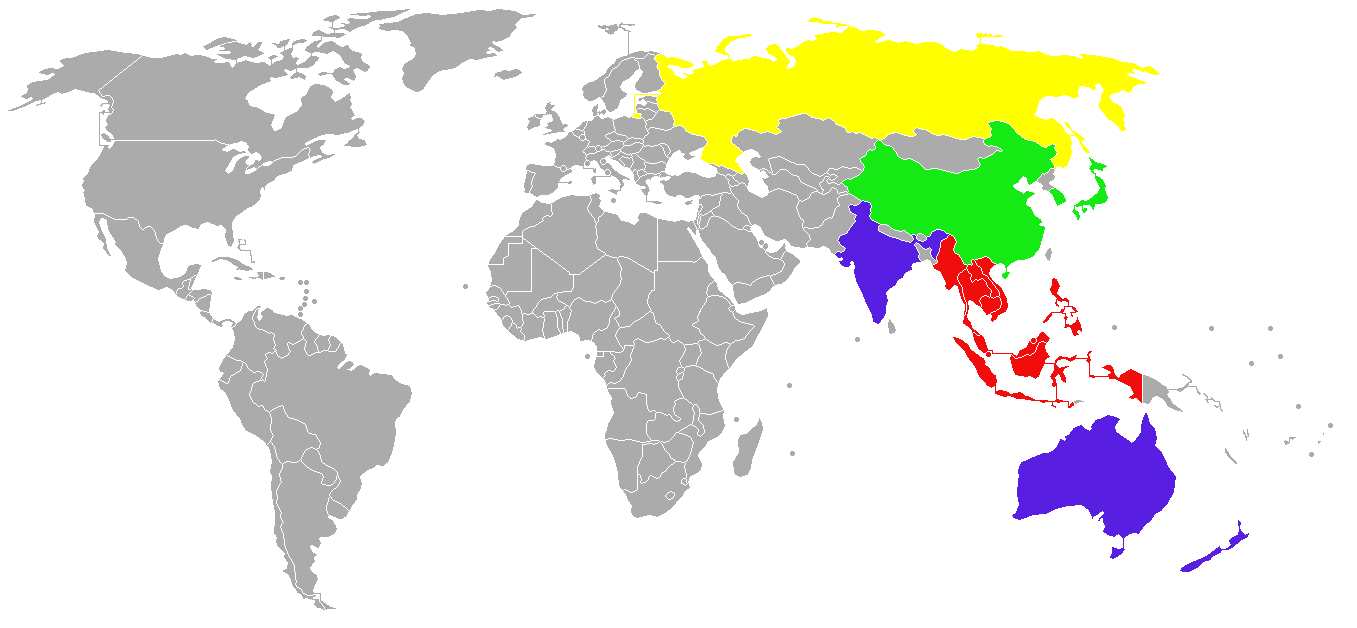
红色代表东盟成员；绿色代表东盟10+3之三； 紫色为其它三个参与方，黄色为俄罗斯

以下16国为第一届（2005年11月于马来西亚）和第二届（2007年1月于菲律宾）东亚峰会的参与国家：
- 东盟十国：
  -  印度尼西亞
  -  马来西亚
  -  菲律賓
  -  新加坡
  -  泰國
  -  越南
  -  緬甸
  -  柬埔寨
- 东盟10+3之三：
  -  中华人民共和国
  -  日本
- 其它国家（观察员）： 
  -  印度
  -  美国
  -  新西兰
  -  俄羅斯

## 峰会起源
随着全球和地区经济自由化带来的竞争日益激烈，东盟1995年在第五次首脑会议发表的宣言中强调，东盟国家要在政治、经济等领域加强合作，努力加速东南亚一体化进程。会议还决定，每年举行一次非正式首脑会议，并欢迎其他亚洲国家的首脑参加。1997年亚洲金融危机给东亚造成灾难性损失，但也激发了各方推进地区合作的强烈愿望。同年底，东盟与中日韩领导人聚首马来西亚首都吉隆坡，“10+3”合作机制正式启动。
2001年，由参加“10+3”会议的东亚13国26位专家组成的“东亚展望小组”提出了建立“东亚共同体”的报告，为东亚地区合作勾勒出发展蓝图。2004年在老挝首都万象举行的第八次东盟与中日韩领导人会议上，各国领导人决定，2005年在吉隆坡召开首届东亚峰会。
其後東亞峰會在东盟与中日韩峰會後舉行。

## 历届峰会
| 会议             | 举办国     | 举办地                   | 日期                   | 注释                                                                                     |
| ---------------- | ---------- | ------------------------ | ---------------------- | ---------------------------------------------------------------------------------------- |
| 第一届东亚峰会   | 马来西亚   | 吉隆坡                   | 2005年12月14日         | 俄罗斯以观察员身份出席，簽署《东亚峰会的吉隆坡宣言》，发表《关于预防、控制和应对禽流感》 |
| 第二届东亚峰会   | 菲律賓     | 宿霧市                   | 2007年1月15日          | 原计划应于2006年11月13日舉辦 《東亞能源安全宿霧宣言》                                    |
| 第三届东亚峰会   | 新加坡     | 新加坡                   | 2007年11月21日         | 《氣候變化、能源與環境新加坡宣言》                                                       |
| 第四届东亚峰会   | 泰國       | 华欣                     | 2009年10月25日         | 原计划于2009年4月11日於曼谷举行                                                          |
| 第五届东亚峰会   | 越南       | 河内                     | 2010年10月31日         | 俄罗斯、美国加入，《东亚峰会五周年纪念河内宣言》                                         |
| 第六届东亚峰会   | 印度尼西亞 | 巴厘岛                   | 2011年11月19日         | 发表了《东亚峰会互利关系原则宣言》和《东亚峰会关于东盟互联互通的宣言》。                 |
| 第七届东亚峰会   | 柬埔寨     | 金边                     | 2012年11月20日         | 《金边发展宣言》和《关于疟疾防控和应对疟疾抗药性区域合作宣言》                           |
| 第八届东亚峰会   |            | 斯里巴加湾市             | 2013年10月10日         | 《第八届东亚峰会主席声明》和《东亚峰会关于粮食安全的宣言》                               |
| 第九届东亚峰会   | 緬甸       | 內比都                   | 2014年11月13日         |                                                                                          |
| 第十届东亚峰会   | 马来西亚   | 吉隆坡                   | 2015年11月21-22日      |                                                                                          |
| 第十一届东亚峰会 |            | 永珍                     | 2016年9月6-8日         |                                                                                          |
| 第十二届东亚峰会 | 菲律賓     | 安吉利斯                 | 2017年11月13-14日      |                                                                                          |
| 第十三届东亚峰会 | 新加坡     | 新加坡                   | 2018年11月14-15日      |                                                                                          |
| 第十四届东亚峰会 | 泰國       | 曼谷                     | 2019年11月4日          |                                                                                          |
| 第十五届东亚峰会 | 越南       | 河内（视频会议）         | 2020年11月14日         | 《东亚峰会领导人关于合作促进地区经济稳定增长的声明》                                     |
| 第十六届东亚峰会 |            | 斯里巴加湾市（视频会议） | 2021年10月26-27日      |                                                                                          |
| 第十七届东亚峰会 | 柬埔寨     | 金边                     | 2022年11月12-13日      |                                                                                          |
| 第十八届东亚峰会 | 印度尼西亞 | 雅加达                   | 2023年9月6-7日         |                                                                                          |
| 第十九届东亚峰会 |            | 永珍                     | 2024年10月11日         |                                                                                          |
| 第二十届东亚峰会 | 马来西亚   | 吉隆坡                   | 2025年（5月26日-27日） |                                                                                          |

## 2005年第一届峰会
在第一次会议之前，关于哪些国家将参与峰会有过激烈的讨论。当时，东盟10+3的三国（中國大陸、日本、韩国）之间关系比较困难。印度、以及澳大利亚和新西兰的加入，感觉上是为了平衡中國大陸的权力，这也意味着第一次峰会的成果比较有限。
美国没有出席会议，但是其盟友日本、澳大利亚、新加坡等国的加入，意味着东亚峰会的角色还需要进一步阐明。

## 2006年第二届峰会
第二届峰会于2006年12月13日，在菲律宾的宿霧市举行。在峰会开幕时建立的信心有助于去定义东亚峰会未来的角色，以及和东盟10+3以及俄罗斯的关系。
由于台风尤特的影响，会议延至2007年1月才举行。。峰会在2007年1月15日举行，大约在原计划日期之后一个月。
本届会议成果和概要记录在http://www.12thaseansummit.org.ph/innertemplate3.asp?category=docs&docid=36（页面存档备份，存于）。

### 能源
东亚峰会成员国签署了《東亞能源安全宿霧宣言》，一项关于能源安全及生物燃料的准备、目标的宣言和声明。

## 2007年第三屆峰会
2007年11月21日，第三届东亚峰会在新加坡举行。本次峰会的主要议题是气候变化、可持续发展等。东盟十国、中国大陸、日本、韩国，以及印度、澳大利亚和新西兰16国领导人出席会议。温家宝总理在会上发表了题为《携手合作　共同创造可持续发展的未来》的讲话，着重阐述了中国大陸政府在应对气候变化问题上的5点看法和主张。与会领导人签署并发表了《气候变化、能源和环境新加坡宣言》。

## 2009年第四届峰会
原计划于2009年4月11日举行的峰会由于泰国国内形势严峻而取消。

## 2010年第五屆峰會
2010年10月30日在越南首都河內舉行。

## 2011年第六届峰会
2011年11月17日至19日在印度尼西亚巴厘岛举行。

## 2012年第七届峰会
2012年11月15日到20日在柬埔寨首都金边举行。

## 2013年第八屆峰会
2013年9日至10日在汶萊舉行，第16次「中國-東協（10+1）領導人會議」、第16次「東協與中日韓（10+3）領導人會議」和第8屆「東亞峰會」。
本届东亚峰会重点讨论了粮食安全、能源安全、气候变化、灾害管理、流行病控制，以及国际热点及地区问题等，并达成广泛共识。
有关粮食安全，可持续的粮食安全是东亚峰会实现长远目标的一个重要组成部分，对本地区人民的生活有着直接影响。同时，粮食安全也与环境、能源、全球卫生和互联互通等东亚峰会关注的关键领域密切相关。
重点包括：

一、提高生产和供应链效率，加强信息共享，寻找最优方案；

二、加强健康管理，树立营养及健康生活方式意识；

三、解决影响粮食安全的环境问题，在水资源及渔业管理和保护等领域开展合作，加强应对气候变化的能力、降低气候变化的影响。

## 东亚峰会领导人

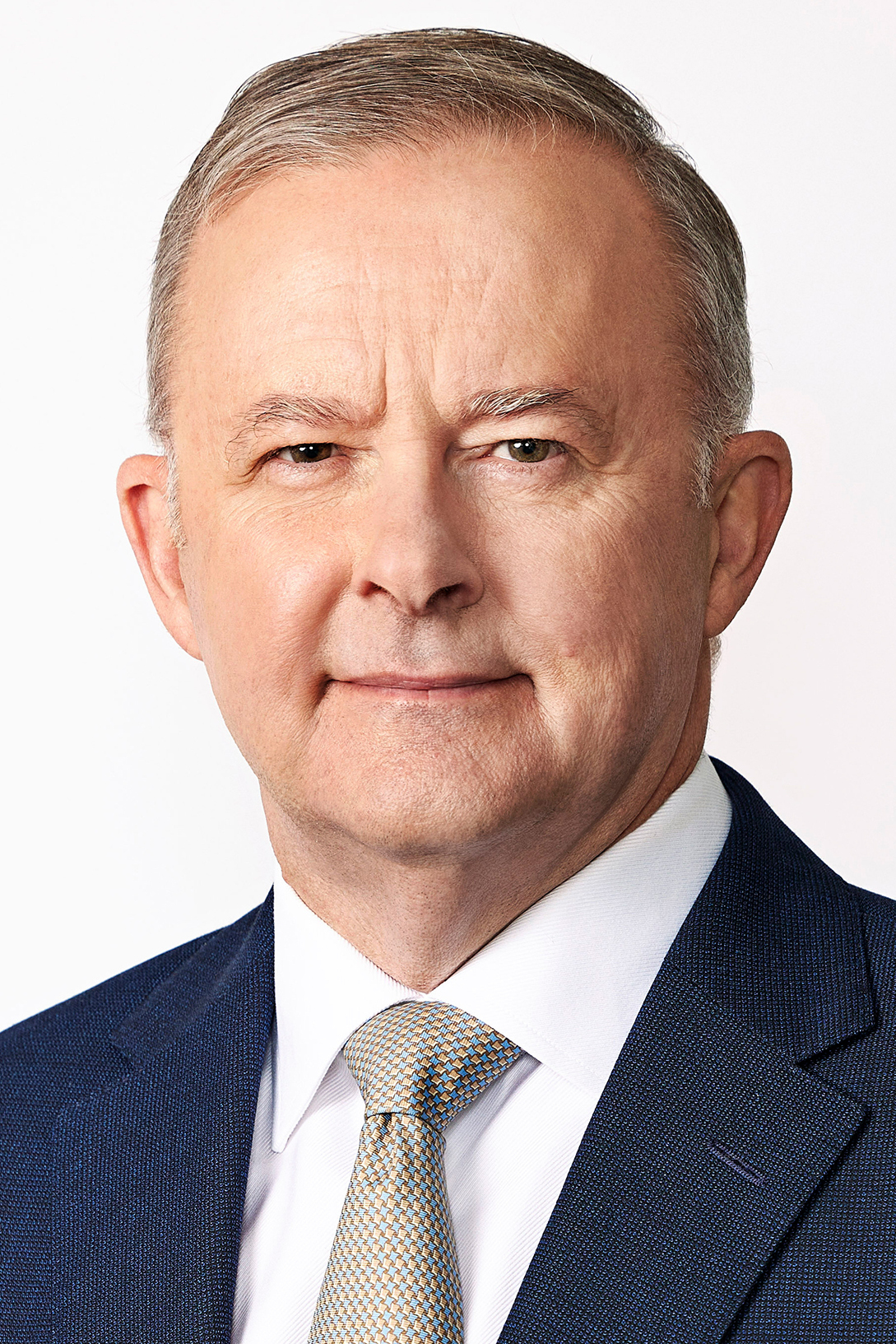
澳大利亚 总理 安東尼·阿爾巴尼斯
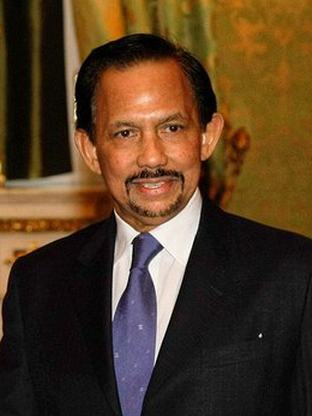
文莱 苏丹 哈桑纳尔·博尔基亚
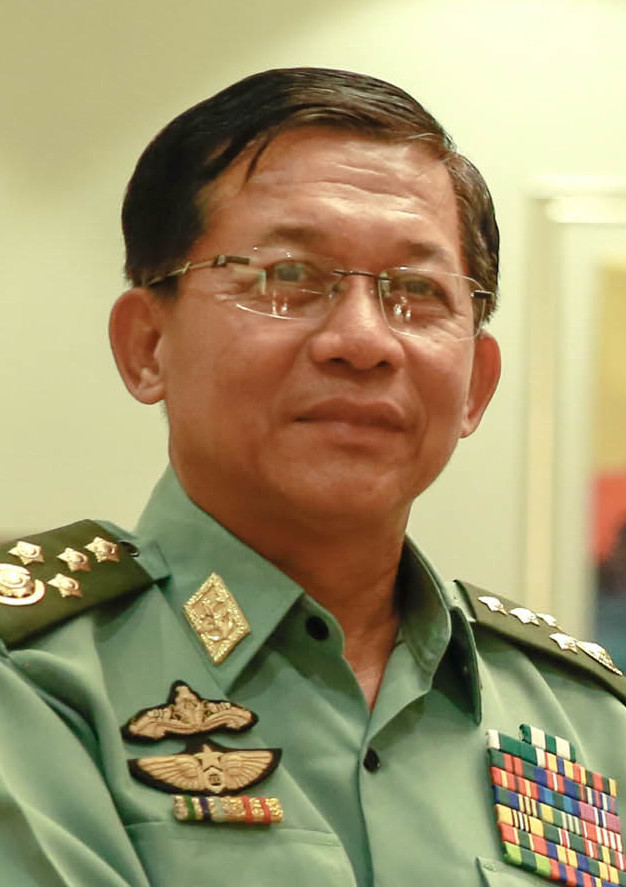
缅甸 國家管理委員會主席 敏昂來
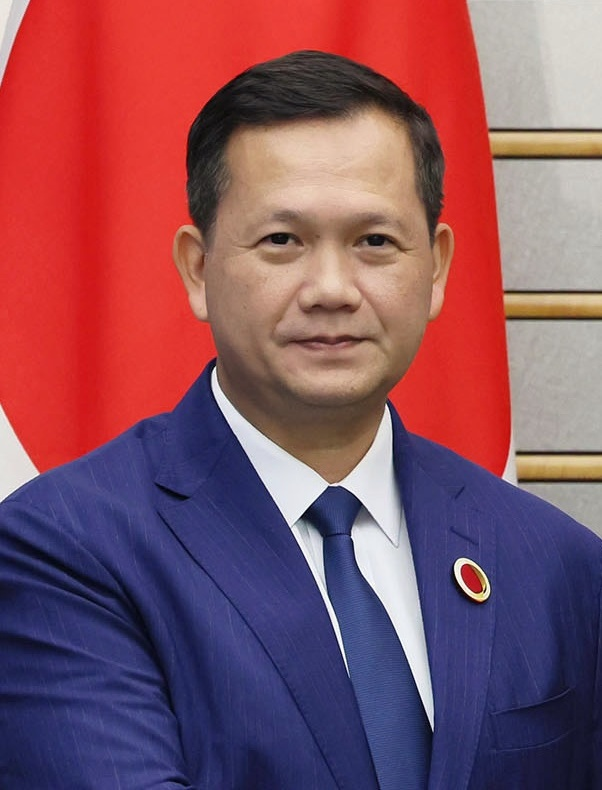
柬埔寨 首相 洪玛奈
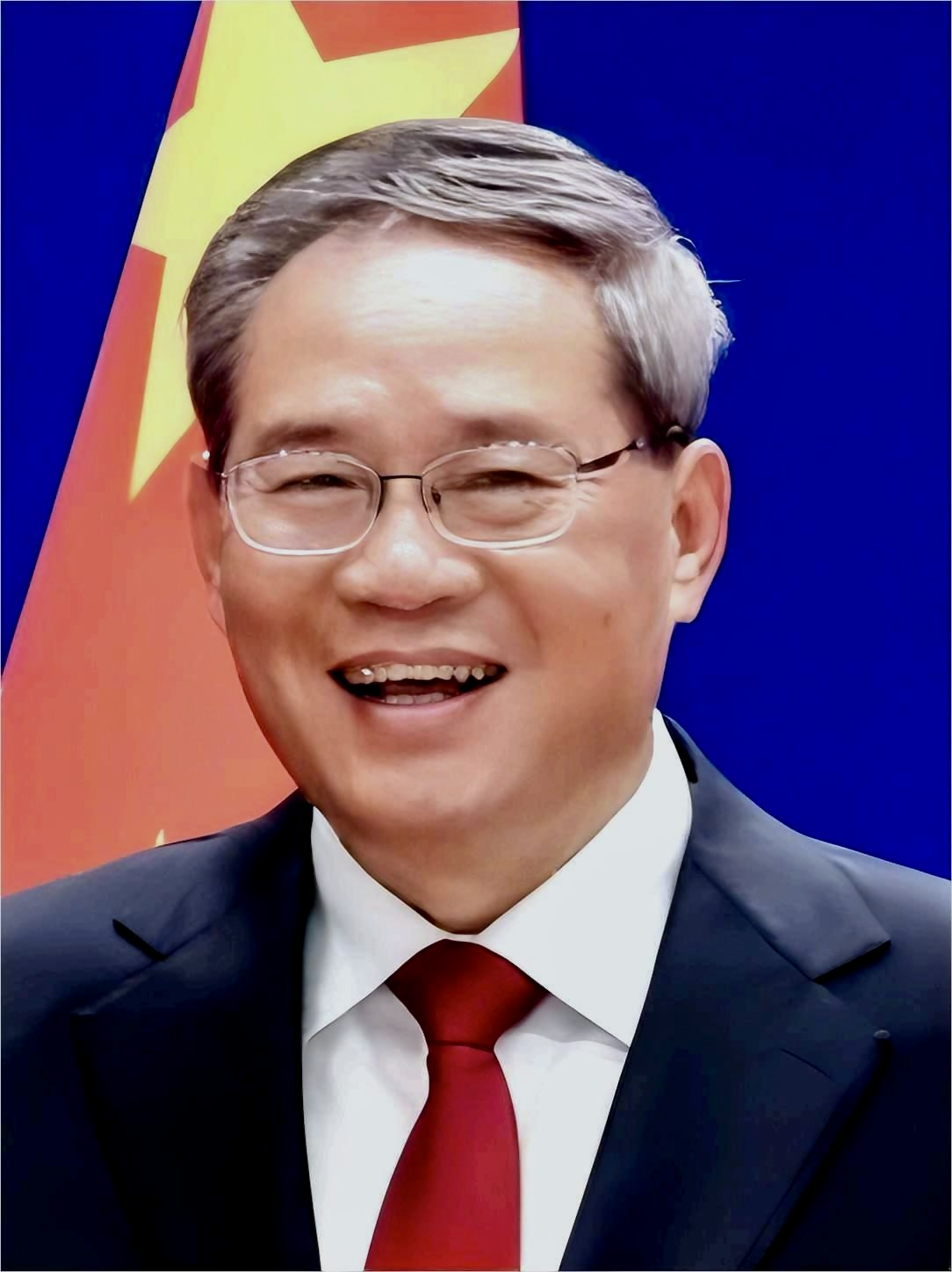
中华人民共和国 國務院总理 李强
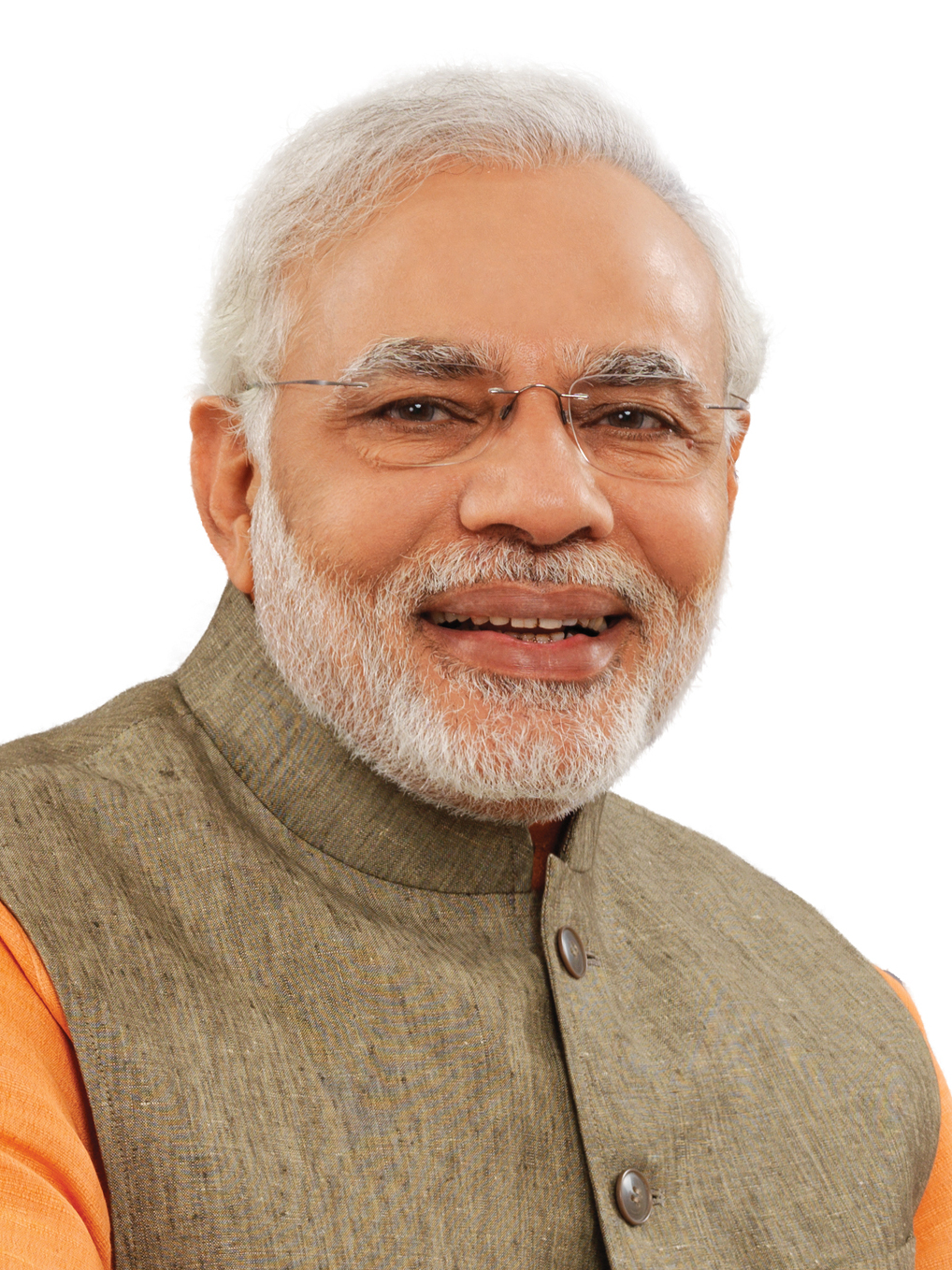
印度 总理 纳伦德拉·莫迪
印度尼西亚 总统 普拉博沃·苏比延多
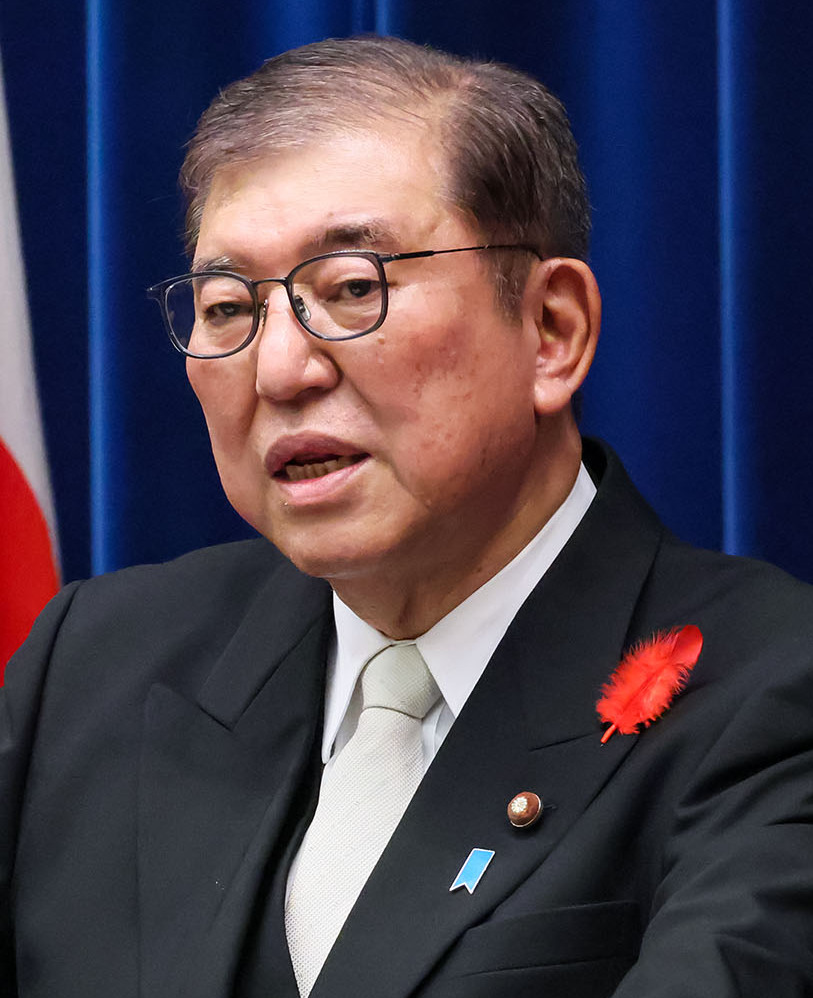
日本 总理大臣 石破茂
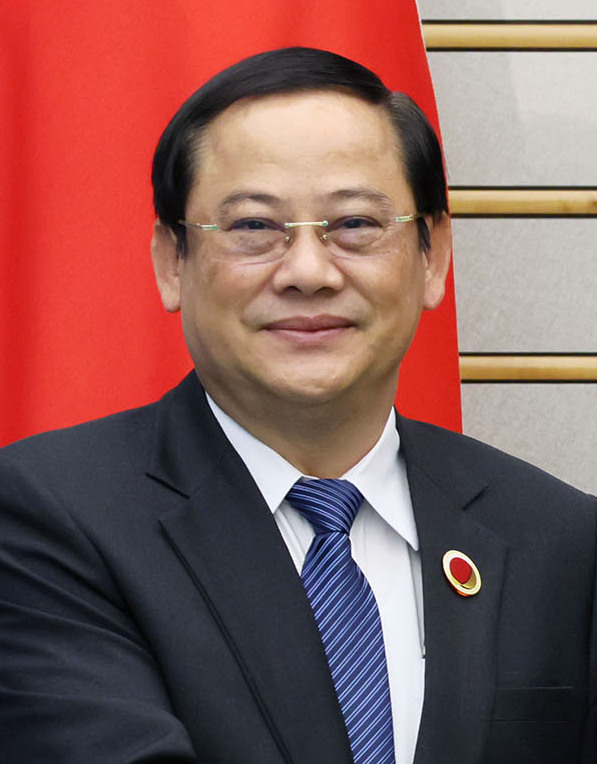
老挝 政府总理 宋赛·西潘敦
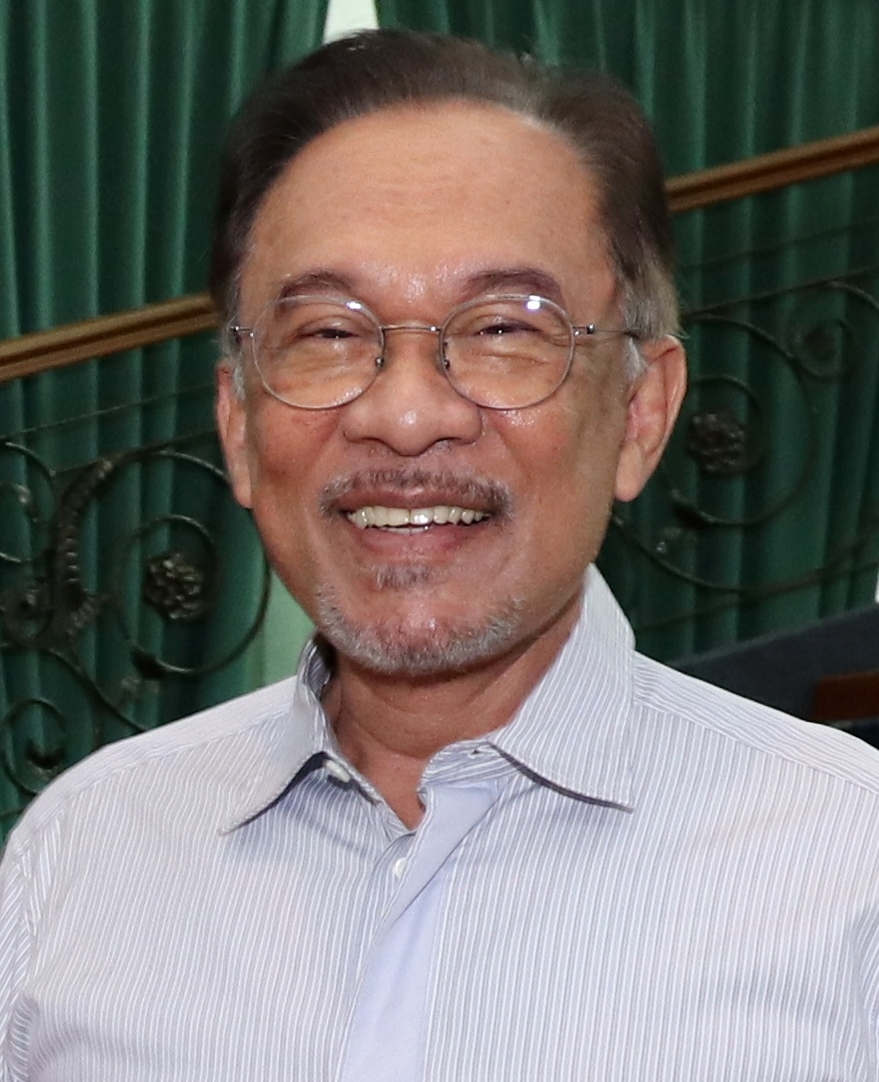
马来西亚 首相 安华·依布拉欣
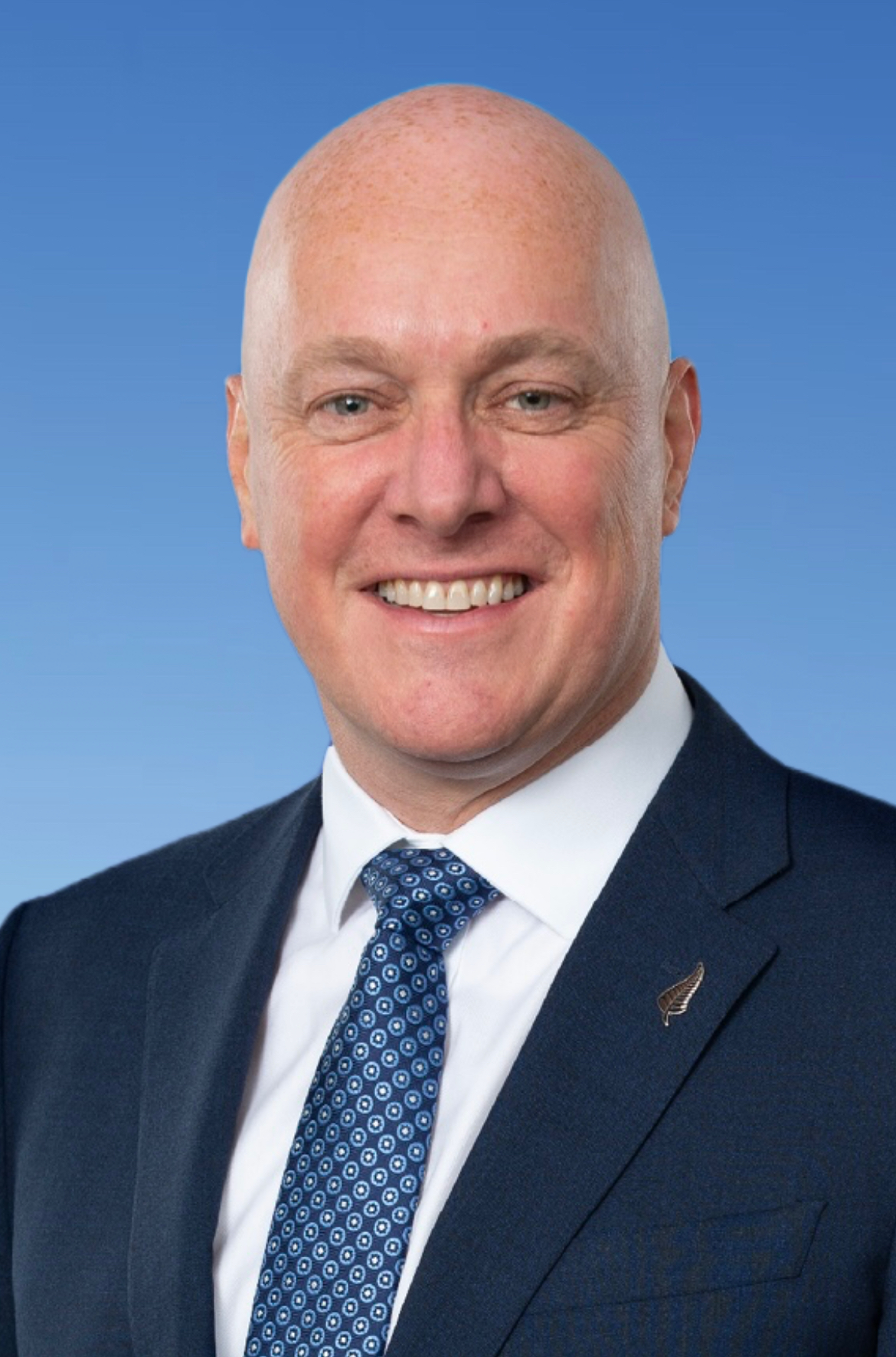
新西兰 总理 克里斯托弗·盧克森
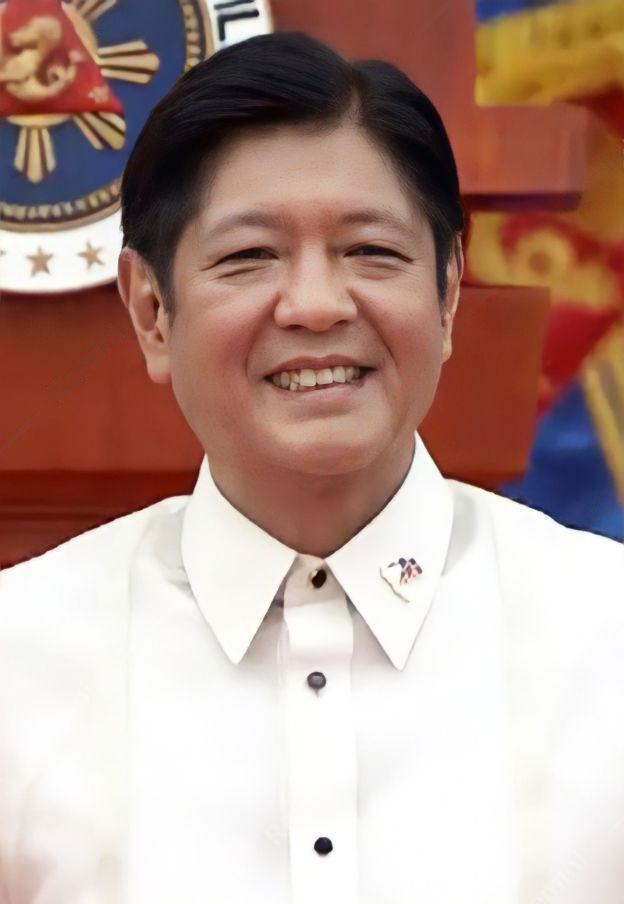
菲律宾 总统 小费迪南德·马科斯
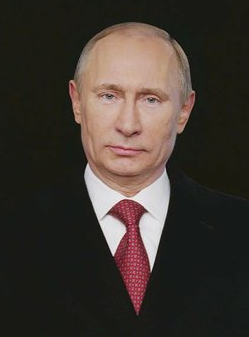
俄罗斯 总统 弗拉基米尔·普京
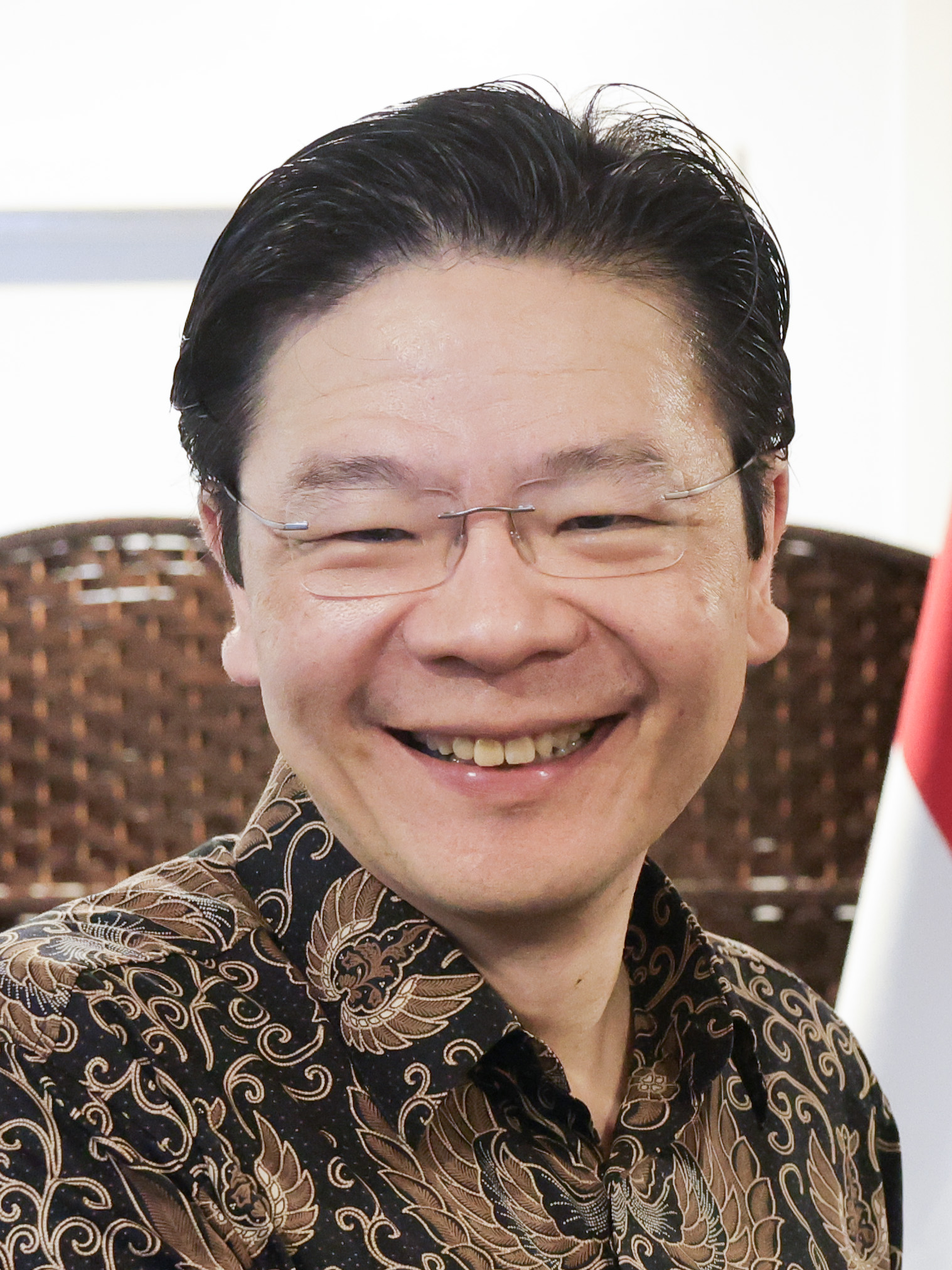
新加坡 总理 黃循財
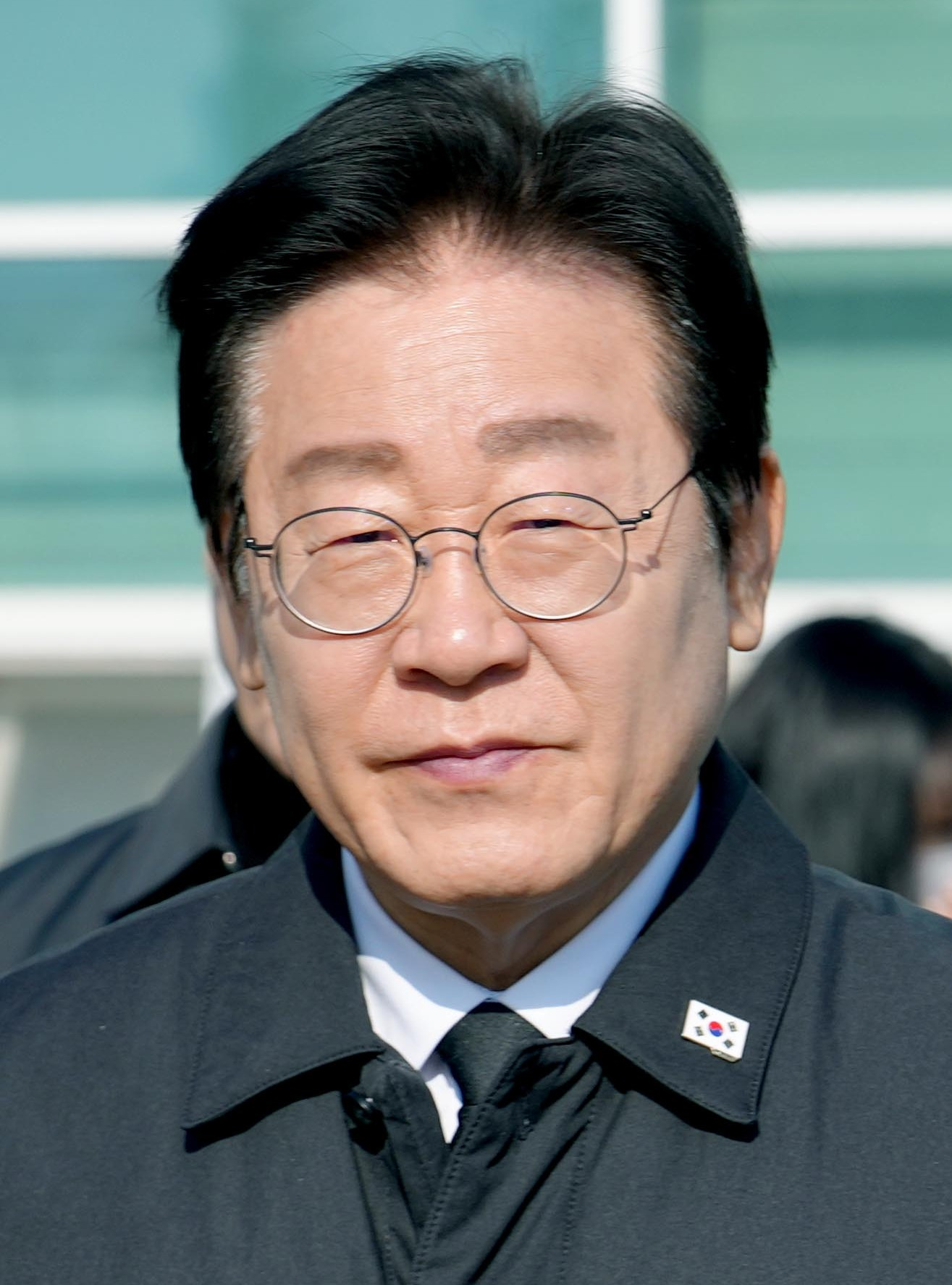
大韩民国 总统 李在明
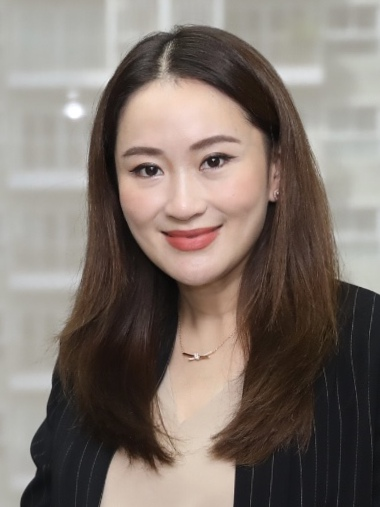
泰国 总理 佩通坦·欽那瓦
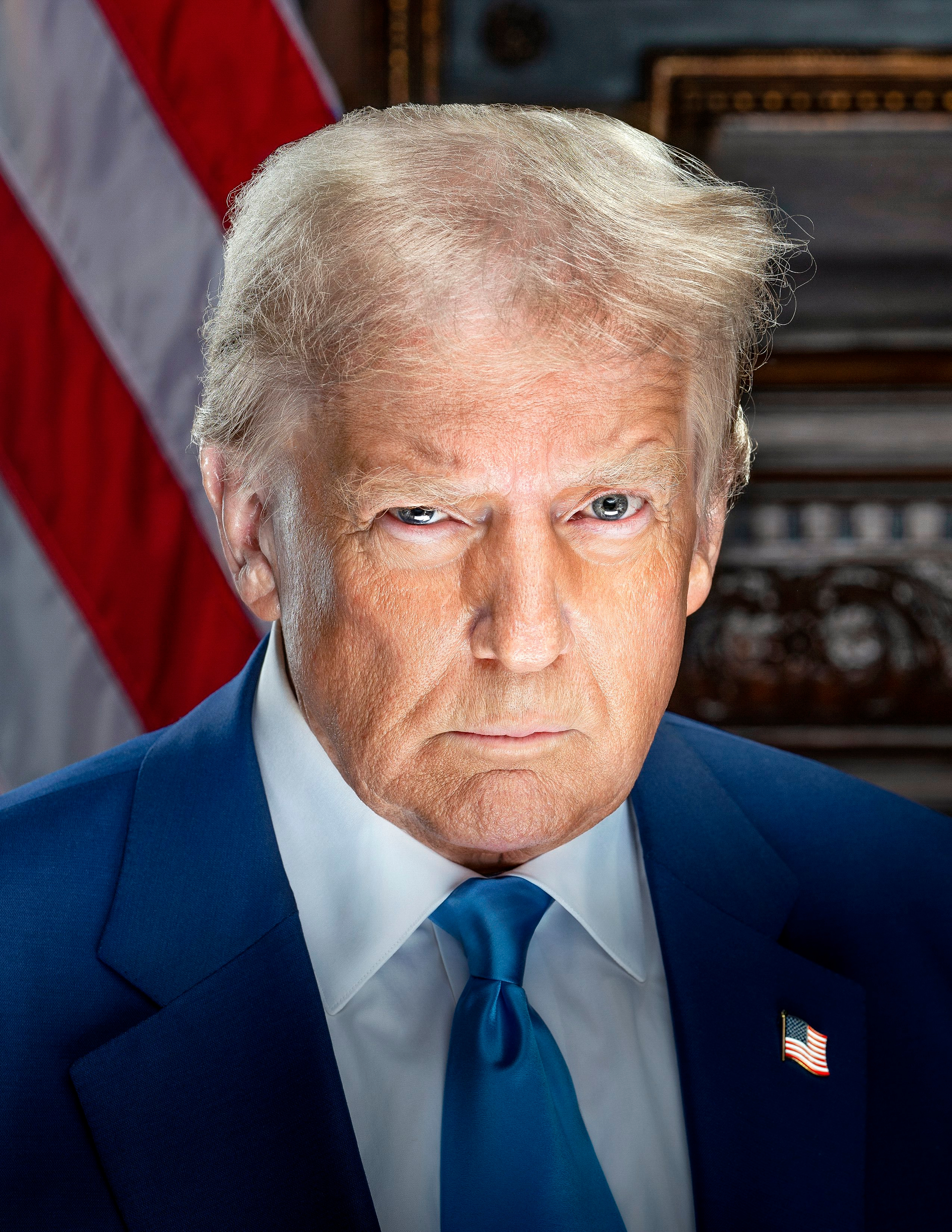
美国 总统 唐納·川普
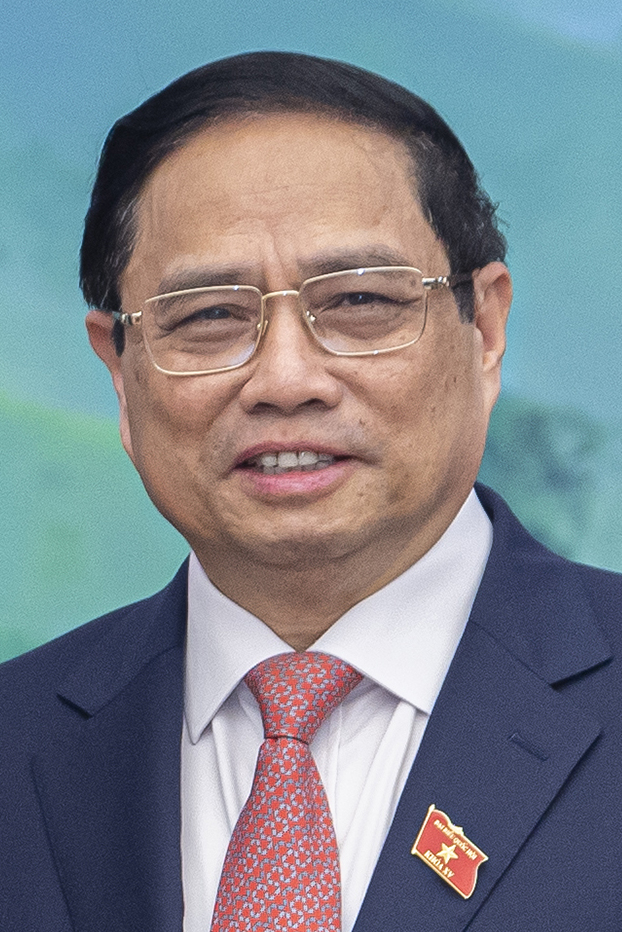
越南 总理 范明正

## 未来潜在成员
俄羅斯以观察员身份参加第一届东亚峰会，期望甚至要求成为正式成员，中国支持其成为成员。
 东帝汶五年来一直是东盟的候选国家， 推测东盟新的成员自然也会加入东亚峰会。
 巴基斯坦和 蒙古国获马来西亚提议成为正式成员。
 巴基斯坦和 由日本支持
 获澳大利亚提议成为成员。
 欧盟显示渴望拥有成为观察员身份。
无论如何，东盟决定至少两年内冻结东亚峰会吸收“新成员国”（这两年内举办了第二届和第三东亚峰会即是如此）。